# Glyptorhaestus periclistor
Glyptorhaestus periclistor là một loài tò vò trong họ Ichneumonidae.